# Sierra de las Moreras
La Sierra de las Moreras es una sierra de la Región de Murcia (España), perteneciente al complejo prelitoral de Sierra Lomo de Bas-Las Moreras. Es un espacio natural considerado con la figura de paisaje protegido.
Está situada en las inmediaciones de Mazarrón y destaca por disponer de bastantes hábitats protegidos.
Aunque no presenta mucha altitud ya que el Morrón Blanco con 492 metros es su mayor altura, hace que en las proximidades del mar se puedan encontrar acantilados con sus calas. En Bolnuevo se puede encontrar un monte erosionado característico denominado Las Gredas.

## Flora y fauna
Se encuentra incluido dentro de la ZEPA Sierra de la Almenara, Moreras y Cabo Cope.
Su ámbito de protección ha sido ampliado en 2006 a la Rambla de las Moreras al descubrirse la presencia de la malvasía cabeciblanca y porrón pardo, especies en peligro de extinción en España, la primera reproduciéndose en las charcas de este paraje.
La Sierra dispone de matorrales, palmitares y cornicales. 
Entre la fauna destacan la tortuga mora, halcón peregrino, búho real y el águila perdicera, y, en la mencionada charca de las moreras la malvasía cabeciblanca, así como Cerceta pardilla y el calamón. 

## Rambla de Las Moreras
La Rambla de Las Moreras se sitúa entre Mazarrón y Bolnuevo.

## Sierra Lomo de Bas-Las Moreras
Esta sierra prelitoral, está compuesta de la Sierra de Las Moreras (donde destaca Punta Negra y por la Sierra de Lomo de Bas, donde sobresale Puntas de Calnegre.
Lomo de Bas es una pedanía de Lorca. La Sierra de Lomo de Bas separa la Cuenca de Ramonete-Pastrana, al norte, de la Marina de Cope, al sur. Está constituido de microesquistos  y cuarcitas del Paleozoico, que le dan color gris oscuro, y las formas redondeadas de sus laderas y cimas, verdaderos lomos con la máxima altitud de 641m.